# Wilhelm Carstens
Wilhelm Emil Carstens (Amburgo, 29 gennaio 1869 – Amburgo, 12 febbraio 1941) è stato un canottiere tedesco.
Partecipò ai Giochi della II Olimpiade che si svolsero a Parigi nel 1900. Con la sua squadra, il Favorite Hammonia, prese parte alla gara di quattro con, dove vinse la medaglia di bronzo nella finale A.

## Palmarès
| Anno | Manifestazione | Sede   | Evento      | Risultato |
| ---- | -------------- | ------ | ----------- | --------- |
| 1900 | Olimpiadi      | Parigi | Quattro con | Bronzo    |